# Геокоин (геокешинг)

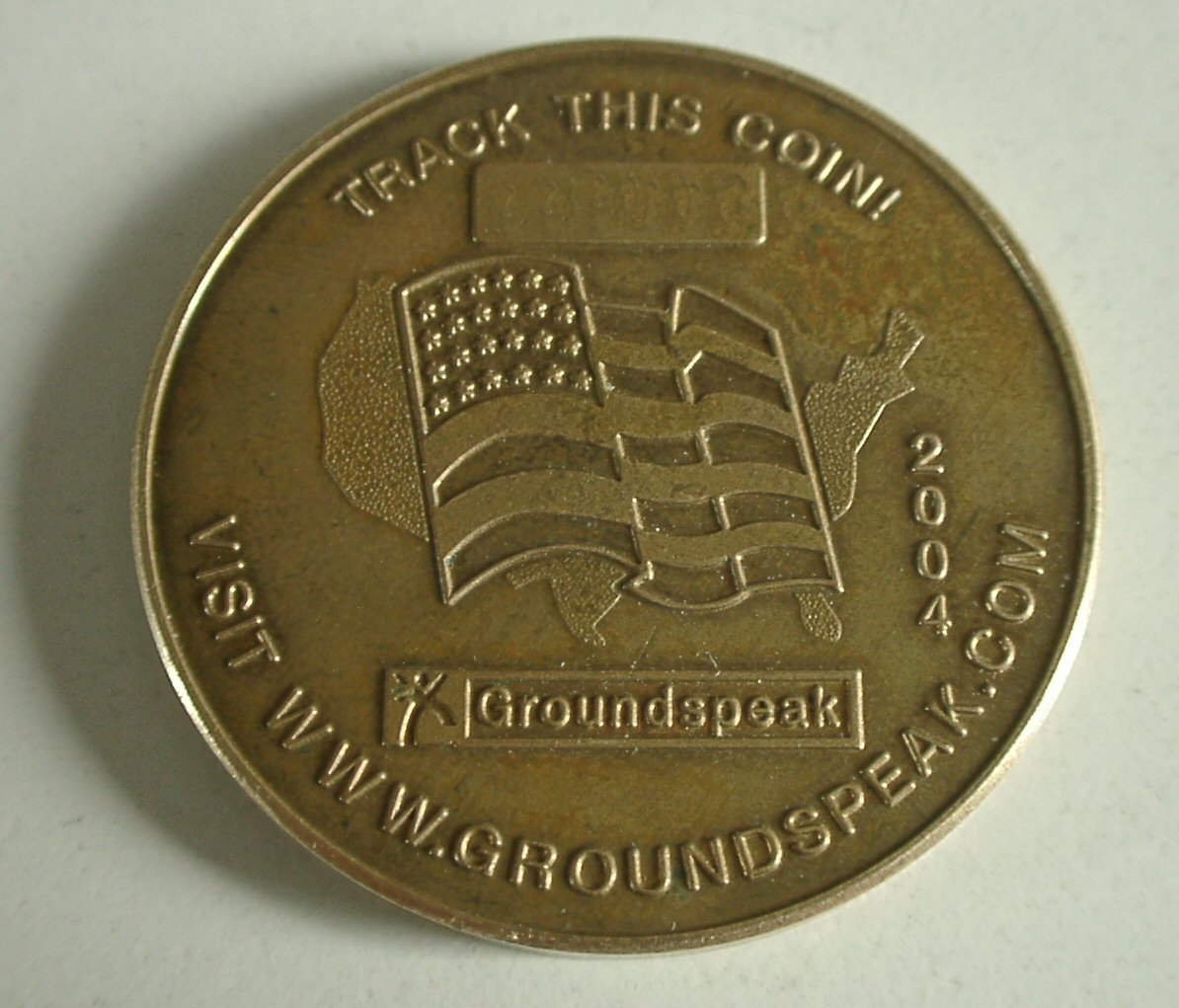
Геокоин США 2004 года

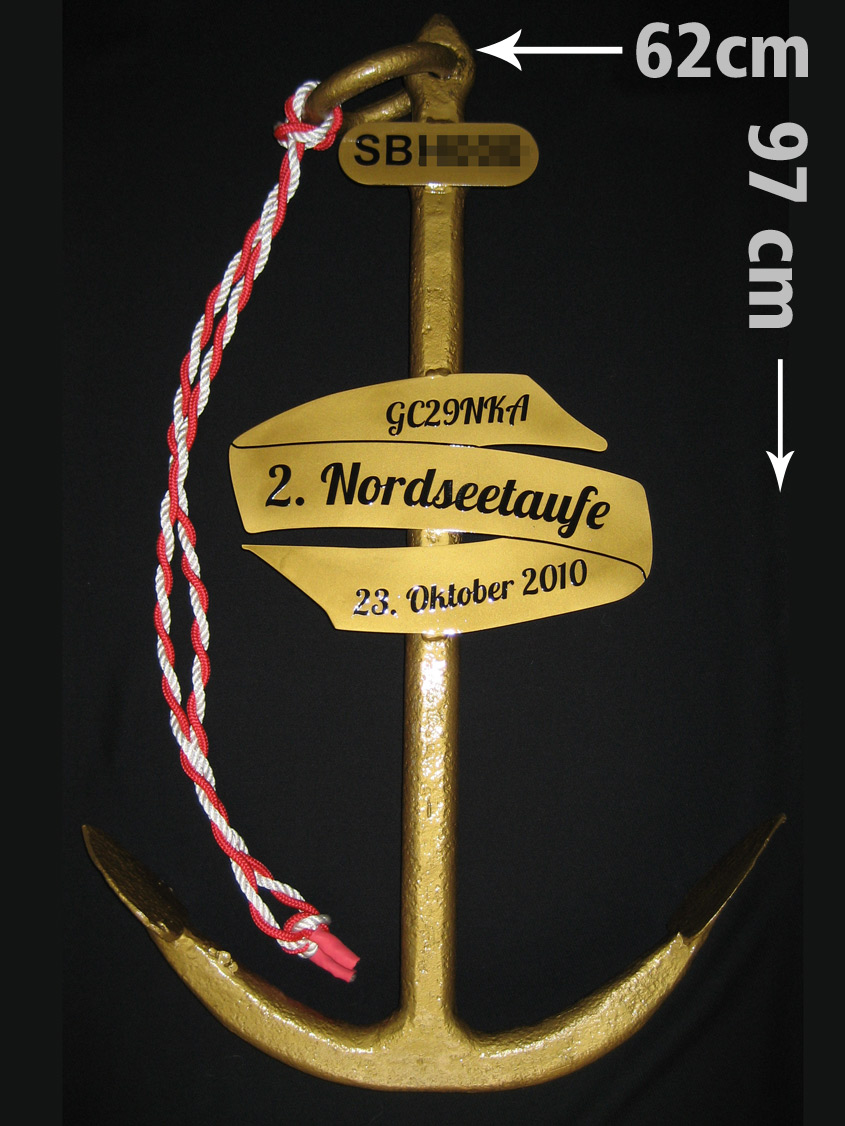
Геокоин, второй по размеру в мире

Geocoin представляет собой металлическую или деревянную монету, отчеканенную в стиле медальона, разменной монеты, военного жетона или деревянного 5-центовика, для использования в геокешинге. Первые геокоины были разработаны Джоном Стэнли, для закладки в кладах геокешинга, в качестве его подписи.
Посетители кладов геокешинга вносят информацию о многих геокоинах на специальных сайтах, чтобы можно было отследить их передвижение по миру.
Геокоин обычно имеет диаметр от 1,5 дюйма (38 мм) до 2 дюймов (51 мм) и толщину от 0,098 дюйма (2,5 мм) до 0,16 дюйма (4 мм). Монеты с размером 1 дюйм (25 мм) называются «микрокоины», потому что они помещаются в микроклады (например, в кассету от фотоплёнки). Наименьшие геокоины с диаметром 0,5 дюйма (13 мм) называются «нанокоины», и продаются с 2009 года. Если диаметр больше, чем 3 дюйма (76 мм), — геокоин называется макрокоин. Он имеет известное высказывание «это не монета, это якорь».